# Südafrikanische Korallenschlange

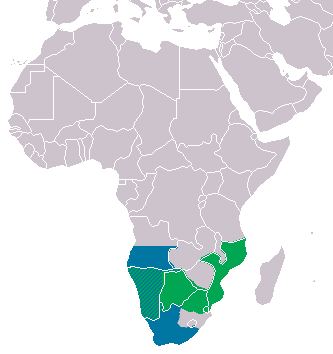
Verbreitungsgebiet der Südafrikanischen Korallenschlange (blau) und der Schildnasenkobra (grün)

Die Südafrikanische Korallenschlange (Aspidelaps lubricus), auch Kap-Zwergschildkobra oder Schildnasenkobra, ist eine Schlangenart der Gattung der Scheinkobras (Aspidelaps) aus der Familie der Giftnattern (Elapidae).

## Merkmale
Südafrikanische Korallenschlangen sind kleine Schlangen, die eine Körperlänge von 60 bis 80 Zentimetern erreichen. Der kurze Kopf setzt sich kaum vom Hals ab und weist einen Schnauzenschild auf, der ebenso breit wie hoch ist. Die Nominatform (A. l. lubricus) ist gelborange gefärbt und weist 20 bis 47 schwarze Querbinden am Körper auf, von denen die erste zu einem breiten Nackenband ausgebildet ist, das auf den Hinterkopf hin spitzwinklig zuläuft. Auf der Bauchseite sind die Querbinden schmaler. Unter dem Auge ist ein schwarzer Fleck, der den Maulrand berührt. Der Rumpf weist 19 schräge Reihen glatter Schuppen in der Mitte, 142 bis 168 Ventralschilde, 20 bis 28 Subkaudalschilde und einen ungeteilten Analschild auf.
Die Unterart A. l. cowlesi (Bogert 1940) ist fast zeichnungslos, weist eine blasse Kopfoberseite auf und hat 21 bis 23 Schuppenreihen in der Rumpfmitte und 144 bis 161 Ventralschilde.
Die Unterart A. l. infuscatus (Mertens 1954) weist einen dunklen Kopf und eine schwächer ausgeprägte Körperfärbung als die Nominatform auf und hat 149 bis 172 Ventralschilde sowie 27 bis 36 Subkaudalschilde. Der Schwanz ist länger und spitzer als bei den anderen Unterarten.

## Vorkommen
Die Art bevorzugt sandige Halbwüsten. Die Nominatform kommt in der westlichen und zentralen Kapprovinz sowie in der südafrikanischen Provinz Freistaat vor, A. l. cowlesi im südlichen Angola und A. l. infuscatus in Namibia.

## Lebensweise
Südafrikanische Korallenschlangen leben wühlend im Boden. Sie verlassen ihren Unterschlupf nachts oder nach heftigen Regenfällen und jagen kleine Reptilien und Säugetiere. Bei Bedrohung richten sich die Tiere ähnlich einer Kobra auf und drohen durch Aufblähen des Halses. Meist wird mit geschlossenem Maul zugestoßen. Die Art legt im Sommer Gelege aus 3 bis 11 Eiern.

## Gift
Die Zusammensetzung des Giftes ähnelt der anderer Giftnattern (z. B. der Gattung Naja). Untersuchungen an Mäusen legen nahe, dass das Gift neurotoxisch wirkt und sehr potent ist, aber die abgegebene Giftmenge eher gering ist. Dokumentierte Bissunfälle bei Menschen berichten von sehr unterschiedlichen Effekten, was auch von der abgegebenen Giftmenge und Körpergewicht des Gebissenen abhängen könnte. Während in manchen Fällen von milden Symptomen berichtet wurde, gab es auch mehrere Fälle von schweren neurotoxischen Vergiftungen, die zu Atemlähmung führten und eine mechanische Beatmung erforderten oder ein Versterben innerhalb weniger Stunden zur Folge hatten.